# Caspase 2
La caspase 2 est une protéase à cystéine de la famille des caspases (de l'anglais cysteine-dependent aspartate-directed proteases) qui catalyse le clivage des chaînes polypeptidiques au niveau de séquences ayant un résidu d'aspartate en P1, avec une préférence pour la séquence Val–Asp–Val–Ala–Asp-|-. Elle est codée chez l'homme par le gène CASP2, situé sur le chromosome 7.
La caspase 2 est l'une des caspases dont la séquence est la mieux conservée d'une espèce à l'autre. Cette séquence est semblable à celles des caspases d'amorçage, dont la caspase 1, la caspase 4, la caspase 5 et la caspase 9. Elle est issue d'une proenzyme, la procaspase 2, contenant un long domaine semblable à la caspase 9 contenant un domaine CARD (en) qui s'associe avec plusieurs protéines intervenant dans le processus d'apoptose. Cette proenzyme est clivée en deux sous-unités, une grande et une petite, appelées respectivement p19 et p12.